# Nutacija
Nutácija (latinsko nutare - kolebati) je v fiziki gibanje osi vrtenja večjega osno simetričnega telesa, kot sta na primer giroskop ali planet. Čista nutacija je gibanje vrtilne osi, tako da je prvi Eulerjev kot {\displaystyle \beta \!\,} (precesija) konstanten.
Nutacija planeta je posledica dejstva da se plimske sile, ki povzročajo precesijo enakonočij, spreminjajo s časom, tako da hitrost precesije ni konstantna. Nutacijo je odkril leta 1728 tretji angleški kraljevi astronom James Bradley, odkritje pa je objavil šele 14. februarja 1748, ko jo je izmeril do minute točno med dvema enakima legama Luninih vozlov (perioda 18,6 let).
Ker je dinamika planetov dobro znana, je moč nutacijo izračunati s točnostjo nekaj ločnih sekund v časovnem obdobju več desetletij. Drugo gibanje Zemlje, polarno gibanje, je moč izračunati le nekaj mesecev vnaprej, ker nanj vpliva več hitro spreminjajočih in nenapovedljivih pojavov kot so oceanski tokovi, vetrni sistemi in gibanje Zemljinega jedra.
Vrednosti za nutacijo so po navadi razdeljene na dve komponenti, vzporedno in pravokotno na ekliptiko. Komponenta vzdolž ekliptike je nutacija v longitudi, pravokotna komponenta pa je nutacija v nagibu. Nebesni koordinatni sistemi temeljijo na »ekvatorju« in »enakonočju«, velikem krogu na nebu, ki je projekcija Zemljinega ekvatorja na nebesno kroglo, ter premico skozi pomladišče (točko γ), ki seka ta krog, kar določa začetno točko za merjenje rektascenzije. Na ti komponenti in druge manjše komponente vplivata tako precesija enakonočij kot tudi nutacija, in so zaradi tega odvisne od teoretičnega opisa precesije in nutacije ter datuma kot referenčnega datuma za koordinatni sistem. V preprostejših primerih so vrednosti nutacije in precesije pomembne pri opazovanju z Zemlje za računanje navideznih leg astronomskih teles.

## Nutacija Zemljine vrtilne osi
Pri Zemlji sta glavna vira za plimske sile Sonce in Luna. Njuni legi se med seboj neprestano spreminjata, tako da se spreminja tudi njun vpliv na Zemljino vrtilno os. Največja komponenta Zemljine nutacije ima periodo 18,6 let. Ta je enaka precesiji Luninih vozlov. Obstajajo tudi druge vrste nutacij, ki jih je treba upoštevati odvisno od želene natančnosti. V splošnem je teorija res teorija v smislu, da se sklicuje na fizikalne zakone in na astronomske meritve, vendar obstajajo parametri, ki so prilagojeni da bi se najbolje prilegali podatkom. Danes preprosta mehanika togih teles ne da najboljše teorije in je treba upoštevati tudi popačenje Zemljine oblike.
Glavni člen nutacije je posledica regresije Lunine vozelne črte in ima enako periodo 6798 dni (18,6 let). Doseže vrednost 17" v longitudi in 9" v nagibu. Vsi drugi členi so veliko manjši. Naslednji največji s periodo 183 dni (0,5 leta) ima amplitudi 1,3" in 0,6". Periode vseh členov, manjših od 0,0001" (meje ločljivosti), ki ležijo v razponu od 5,5 do 6798 dni, nimajo vrednosti v območju med 34,8 do 91 dni. Zaradi tega se nutacija razdeli v dolgoperiodične in kratkoperiodične člene. Dolgoperiodični členi se računajo in jih navajajo almanahi, dodatne popravke zaradi kratkoperiodičnih členov pa se jemljejo iz preglednic.